# Praça dos Expedicionários
A Praça dos Expedicionários é uma praça situada no bairro do Centro, na Zona Central da cidade do Rio de Janeiro. Com uma área de 13 mil m², localiza-se na Avenida Presidente Antônio Carlos, ao lado da sede do Tribunal de Justiça do Estado do Rio de Janeiro (TJRJ).
A praça foi reinaugurada no dia 16 de janeiro de 2016 após ser revitalizada. A revitalização da praça foi feita no âmbito do Porto Maravilha, uma operação urbana que visa revitalizar a Zona Portuária do Rio de Janeiro.
A praça recebeu seu nome por homenagear o efetivo da Força Expedicionária Brasileira, que atuou durante a Segunda Guerra Mundial na Campanha da Itália. Criado em 1943 e extinto em 1945, a Força Expedicionária Brasileira foi constituída por um efetivo total de 25.834 homens e mulheres.

## Urbanismo
As obras de revitalização proporcionaram à praça uma nova urbanização, com a recuperação do calçadão de pedras portuguesas e de monumentos e com a implantação de 26 postes de iluminação pública. A praça recebeu ainda 16 bancos e 12 lixeiras, além de uma área verde. Para a recuperação do calçadão, foram utilizados 2.500 m² de pedras portuguesas. A área verde, com 1.900 m², recebeu diversas espécies de plantas, como arbustos floríferos do gênero lantana.

## Pontos de interesse
Os seguintes pontos de interesse situam-se nas redondezas da Praça dos Expedicionários:
- Tribunal de Justiça do Estado do Rio de Janeiro (TJRJ)
- Largo da Misericórdia
- Museu Histórico Nacional
- Ladeira da Misericórdia
- Igreja de Nossa Senhora do Bonsucesso
- Santa Casa da Misericórdia do Rio de Janeiro
- Prédio do Tribunal Regional do Trabalho da 1ª Região (TRT-1)
- Antiga sede do Ministério da Fazenda